# العلاقات الكاميرونية الجورجية
العلاقات الكاميرونية الجورجية هي العلاقات الثنائية التي تجمع بين الكاميرون وجورجيا.

## مقارنة بين البلدين
هذه مقارنة عامة ومرجعية للدولتين:
| وجه المقارنة                                              | الكاميرون                      | جورجيا                          |
| --------------------------------------------------------- | ------------------------------ | ------------------------------- |
| المساحة (كم2)                                             | 475.44 ألف                     | 69.70 ألف                       |
| عدد السكان (نسمة)                                         | 24.05 مليون                    | 3.72 مليون                      |
| الكثافة السكانية (ن./كم²)                                 | 50.58                          | 53.37                           |
| العاصمة                                                   | ياوندي                         | تبليسي، كوتايسي                 |
| اللغة الرسمية                                             | لغة فرنسية، لغة إنجليزية       | اللغة الجورجية، اللغة الأبخازية |
| العملة                                                    | فرنك وسط أفريقي                | لاري جورجي                      |
| الناتج المحلي الإجمالي (بليون دولار)                      | 34.80 مليار                    | 15.16 مليار                     |
| الناتج المحلي الإجمالي (تعادل القوة الشرائية) بليون دولار | 72.72 مليار                    | 35.68 مليار                     |
| الناتج المحلي الإجمالي الاسمي للفرد دولار أمريكي          | 1.22 ألف                       | 3.79 ألف                        |
| الناتج المحلي الإجمالي للفرد دولار أمريكي                 | 2.97 ألف                       |                                 |
| مؤشر التنمية البشرية                                      | 0.512                          | 0.754                           |
| رمز المكالمات الدولي                                      | +237                           | +995                            |
| رمز الإنترنت                                              | .cm                            | .ge، .გე ‏                       |
| المنطقة الزمنية                                           | توقيت غرب أفريقيا، ت ع م+01:00 | ت ع م+04:00                     |

## منظمات دولية مشتركة
يشترك البلدان في عضوية مجموعة من المنظمات الدولية، منها:
| علم المنظمة | اسم المنظمة                   | تاريخ انضمام الكاميرون | تاريخ انضمام جورجيا |
| ----------- | ----------------------------- | ---------------------- | ------------------- |
|             | يونسكو                        | 11 نوفمبر 1960         | 7 أكتوبر 1992       |
|             | الفريق المعني برصد الأرض      | ?                      | ?                   |
|             | مؤسسة التمويل الدولية         | 1 أكتوبر 1974          | 29 يونيو 1995       |
|             | مؤسسة التنمية الدولية         | 10 أبريل 1964          | 31 أغسطس 1993       |
|             | منظمة التجارة العالمية        | ?                      | 14 يونيو 2000       |
|             | الاتحاد البريدي العالمي       | ?                      | ?                   |
|             | الاتحاد الدولي للاتصالات      | 22 ديسمبر 1960         | 7 يناير 1993        |
|             | الأمم المتحدة                 | 20 سبتمبر 1960         | 31 يوليو 1992       |
|             | البنك الدولي للإنشاء والتعمير | 10 يوليو 1963          | 7 أغسطس 1992        |
|             | المنظمة الهيدروغرافية الدولية | ?                      | ?                   |

## وصلات خارجية
- موقع وزارة الخارجية الكاميرونية
- موقع وزارة الخارجية الجورجية